# Iŭje
Iŭje (vitryska: Іўе) är en stad i Belarus. Den ligger i voblasten Hrodna voblast, i den nordvästra delen av landet, 120 km väster om huvudstaden Horad Mіnsk. Iŭje ligger 145 meter över havet och antalet invånare är 7 712.

## Natur och klimat
Terrängen runt Iŭje är platt. Runt Iŭje är det glesbefolkat, med 19 invånare per kvadratkilometer.. Iŭje är det största samhället i trakten.
I omgivningarna runt Iŭje växer i huvudsak blandskog.